# Adolfo Valencia
Adolfo José Valencia Mosquera (Buenaventura, 6 de febrero de 1968), ampliamente conocido como el Tren Valencia, es un exfutbolista colombiano. Jugaba de delantero, e hizo parte de la generación de jugadores de su país a la que también pertenecieron, entre otros, René Higuita, Carlos Valderrama, Faustino Asprilla, Leonel Álvarez, Arnoldo Iguarán y Freddy Rincón. Se retiró en 2004. Su hijo es el futbolista José Adolfo Valencia.

## Trayectoria

### Santa Fe
Antes de llegar a Santa Fe Adolfo había llegado a Bogotá para probarse con Millonarios pero allí no le dieron oportunidades y regresa a su pueblo natal. Años después es descubierto por Santa Fe, cuando jugaba en el River Plate de Buga. 
Desde Buga llegó a Bogotá, en donde empezó a jugar en las inferiores de Santa Fe, en donde se formó y empezó a destacar, caracterizándose por su potencia, velocidad y capacidad goleadora. Llegó al equipo juvenil, en donde ganó dos campeonatos y se hizo profesional con 19 años de edad. Su debut en Primera división fue el 10 de abril de 1988 en un clásico contra Millonarios. Entró por Manuel Acisclo Córdoba, otro de los máximos goleadores de Independiente Santa Fe. Bajo la dirección de Diego Edison Umaña, consiguió su único título con Santa Fe, la Copa Colombia de 1989. Rápidamente se volvió uno de los jugadores más destacados del equipo de la capital colombiana.
El partido más destacado del "Tren" en Santa Fe fue en la histórica victoria de Santa Fe 7-3 sobre Millonarios, en el cual anotó un doblete y asistió a Daniel Tílger. Delantero rápido (le apodaron 'El Tren'), se consagró internacionalmente en la Copa América de 1993, en donde anotó 2 goles. Después de la buena competencia que tuvo, recibió una oferta del Bayern Múnich alemán.

“Es que cuando yo le hacía goles a Millonarios festejaba en el estadio y cuando llegaba a la casa comenzaba a llorar (.....) Para mi significó mucho ganarle a Millonarios 7-3, a pesar de que yo cuando tenía 10 o 12 años era hincha de los azules. Cuando llegué a Santa Fe comencé a ser hincha de Santa Fe”.
  

Confesión del Tren en una entrevista, donde declaró ser hincha de Millonarios y Santa Fe.

### Bayern Múnich
Jugó la temporada 1993-1994, con el club bávaro debutó el 7 de agosto, y en su debut, anotó 2 goles a SC Friburgo. Al final de la temporada obtuvo el título de liga y fue el goleador del equipo con 11 goles. "El tren" se convirtió en el primer jugador colombiano en ganar una liga en Europa.  Sin embargo, no se adaptó al frío y al idioma. Además tuvo que pagar unos impuestos que debían ser pagados por el club alemán. Así culminó su etapa en Alemania, bajo la conducción de Franz Beckenbauer.

### Atlético de Madrid
Fichó por el Atlético de Madrid, donde sufrió varios episodios de racismo por cuenta del presidente del club Jesús Gil y Gil. Tras un partido en Logroño en el que el jugador colombiano falló varias jugadas, de manera estrepitosa el mandatario rojiblanco declaró en las instalaciones de Las Gaunas: "al negro hay que cortarle el cuello". Gil declaró en su defensa que el jugador colombiano le había amenazado con no rendir al máximo y con hacer lo que le diese la gana y aseguraba tener grabaciones de este hecho. El incidente quedó olvidado con el tiempo y el jugador abandonó la disciplina del equipo al final de esa temporada.

### Regreso a Santa Fe
Tras su fallido paso por España, Adolfo "El tren" Valencia regresó al equipo en el cual se formó. Y en donde nuevamente fue figura. Durante su segunda estadía en Bogotá, tuvo varias actuaciones destacadas como la noche del primero de febrero de 1996, en la cual se echó el equipo al hombro y logró con la ayuda de sus compañeros una victoria 5-3 sobre el Club Deportes Tolima. 

### América de Cali
Se fue al América de Cali aumentando así la rivalidad entre los diablos rojos y los cardenales. Durante su estadía en Cali, Adolfo se consagró campeón del Campeonato colombiano 1996-97,  y volvió a ser mirado por el fútbol europeo.

### A.C. Reggiana
Regresó a Europa de la mano del A.C. Reggiana. En Italia, jugó una temporada en la cual se destacó anotando 4 goles con el conjunto italiano. 

### Medellín, PAOK, Estados Unidos, China y Venezuela
Volvió a Colombia, pero esta vez a la ciudad de Medellín, Jugaría una temporada en el Deportivo Independiente Medellín. Después de pasar por el poderoso, fue a jugar al fútbol de Grecia al PAOK Salónica FC, uno de los equipos más grandes y populares de Grecia. Tras el paso por el país mediterráneo, fue a jugar a los Estados Unidos a la ciudad de Nueva York para jugar en MetroStars, en donde ganaría la Conferencia Este. Luego fue a China a jugar al Zhejiang Lucheng. Tras su experiencia en Asia, el goleador volvería a Sudamérica a jugar en el Unión Atlético Maracaibo. Ya para su último año de carrera volvió a jugar en  Zhejiang Lucheng.

### Retirada
Tras 17 años como futbolista profesional, Adolfo "El tren" Valencia, se retiró tras una exitosa carrera llena de títulos y reconocimientos individuales. Adolfo anotó 78 goles y se convirtió así en uno de los máximos goleadores del equipo cardenal, al que siempre ayudó y acompañó en los momentos difíciles. "El tren" se considera hincha de Santa Fe, club en el que más destacó y es considerado ídolo. 
El 28 de febrero de 2010 se llevó a cabo su partido de despedida en El Campín en un encuentro amistoso entre Independiente Santa Fe y la selección Colombia que terminó 1-4.
Adolfo Valencia fue escogido junto con Alfonso Cañón como el mejor jugador en la historia de Santa Fe según la votación de los hinchas.
Actualmente, tiene una escuela de fútbol con sede en Siberia (Bogotá), la cual lleva su nombre

## Selección nacional
Fue internacional con la selección de fútbol de Colombia 37 veces con 14 goles,
entre ellos el quinto tanto en el partido en el que su equipo derrotó 5 - 0 a la selección argentina como visitante, por las eliminatorias para la Copa del Mundo de 1994. Participó en las Copa del Mundo Estados Unidos 1994 y Francia 1998, además de Copa América (1993) y eliminatorias mundialistas.

### Participaciones enCopas América
| Torneo            | Sede    | Resultado    | PJ | GA | Asis |
| ----------------- | ------- | ------------ | -- | -- | ---- |
| Copa América 1993 | Ecuador | Tercer lugar | 5  | 2  | 1    |

### Participaciones enEliminatorias al Mundial
| Eliminatoria                          | Sede                   | Posición               | Resultado   | PJ | GA | Asis |
| ------------------------------------- | ---------------------- | ---------------------- | ----------- | -- | -- | ---- |
| Eliminatorias Mundial de USA 1994     | Estados Unidos         | 1°lugar Grupo A 10pts  | Clasificado | 3  | 2  | 1    |
| Eliminatorias Mundial de Francia 1998 | Francia                | 3°lugar 28pts          | Clasificado | 3  | 0  | 0    |
| Total en Eliminatorias                | Total en Eliminatorias | Total en Eliminatorias | 2/2         | 6  | 2  | 1    |

### Participaciones enCopas del Mundo
| Torneo                   | Sede                     | Resultado                | PJ | GA | Asis |
| ------------------------ | ------------------------ | ------------------------ | -- | -- | ---- |
| Mundial de USA 1994      | Estados Unidos           | Fase de grupos           | 3  | 2  | 0    |
| Mundial de Francia 1998  | Francia                  | Fase de grupos           | 3  | 0  | 0    |
| Total en Copas del Mundo | Total en Copas del Mundo | Total en Copas del Mundo | 6  | 2  | 0    |

### Goles con la Selección
| Goles | Fecha                   | Estadio                                                      | Oponente          | Parcial | Final | Competición                       |
| ----- | ----------------------- | ------------------------------------------------------------ | ----------------- | ------- | ----- | --------------------------------- |
| 1.    | 31 de julio de 1992     | Memorial Coliseum, Los Ángeles, Estados Unidos               | Estados Unidos    | 1–0     | 1–0   | Amistoso                          |
| 2.    | 31 de marzo de 1993     | Atanasio Girardot, Medellín, Colombia                        | Costa Rica        | 1–0     | 4–1   | Amistoso                          |
| 3.    | 31 de marzo de 1993     | Atanasio Girardot, Medellín, Colombia                        | Costa Rica        | 4–1     | 4–1   | Amistoso                          |
| 4.    | 8 de mayo de 1993       | Orange Bowl, Miami, Estados Unidos                           | Estados Unidos    | 1–1     | 2–1   | Amistoso                          |
| 5.    | 16 de junio de 1993     | 9 de Mayo, Machala, Ecuador                                  | México            | 1–0     | 2–1   | Copa América 1993                 |
| 6.    | 3 de julio de 1993      | Reales Tamarindos, Portoviejo, Ecuador                       | Ecuador           | 1–0     | 1–0   | Copa América 1993                 |
| 7.    | 15 de agosto de 1993    | Metropolitano Roberto Melendez, Barranquilla, Colombia       | Argentina         | 2–0     | 2–1   | Eliminatorias Mundial de USA 1994 |
| 8.    | 5 de septiembre de 1993 | Monumental Antonio Vespucio Liberti, Buenos Aires, Argentina | Argentina         | 5–0     | 5–0   | Eliminatorias Mundial de USA 1994 |
| 9.    | 3 de junio de 1994      | Foxboro Stadium, Foxborough, Estados Unidos                  | Irlanda del Norte | 2–0     | 2–0   | Amistoso                          |
| 10.   | 18 de junio de 1994     | Rose Bowl, Pasadena, Estados Unidos                          | Rumania           | 1–2     | 1–3   | Mundial de USA 1994               |
| 11.   | 22 de junio de 1994     | Rose Bowl,Pasadena, Estados Unidos                           | Estados Unidos    | 1–2     | 1–2   | Mundial de USA 1994               |
| 12.   | 21 de marzo de 1996     | Guillermo Plazas Alcid, Neiva, Colombia                      | Trinidad y Tobago | 2–0     | 3–0   | Amistoso                          |
| 13.   | 28 de marzo de 1996     | Estadio Atanasio Girardot, Medellín, Colombia                | Bolivia           | 1–1     | 4–1   | Amistoso                          |
| 14.   | 28 de marzo de 1996     | Estadio Atanasio Girardot, Medellín, Colombia                | Bolivia           | 4–1     | 4–1   | Amistoso                          |

## Clubes
| Club                     | País           | Año       | Part. | Goles | Prom. |
| ------------------------ | -------------- | --------- | ----- | ----- | ----- |
| Independiente Santa Fe   | Colombia       | 1987-1992 | 159   | 55    | 0,35  |
| Bayern Múnich            | Alemania       | 1993-1994 | 28    | 13    | 0,58  |
| Atlético de Madrid       | España         | 1994-1995 | 24    | 7     | 0,25  |
| Independiente Santa Fe   | Colombia       | 1995-1996 | 22    | 10    | 0,50  |
| Reggiana                 | Italia         | 1997      | 25    | 5     | 0,18  |
| América de Cali          | Colombia       | 1997      | 19    | 10    | 0,47  |
| Independiente Medellín   | Colombia       | 1998      | 22    | 26    | 1,18  |
| PAOK Salónica            | Grecia         | 1999      | 27    | 8     | 0,30  |
| MetroStars               | Estados Unidos | 2000-2001 | 48    | 20    | 0,44  |
| Independiente Santa Fe   | Colombia       | 2002      | 28    | 12    | 0,40  |
| Zhejiang Lucheng         | China          | 2002-2003 | 31    | 13    | 0,45  |
| Unión Atlético Maracaibo | Venezuela      | 2003      | 8     | 4     | 0,58  |
| Zhejiang Lucheng         | China          | 2004      | 5     | 0     | 0     |
| Total                    |                | 1987-2004 | 446   | 169   | 0,39  |

## Palmarés

### Campeonatos nacionales
| Título           | Club            | País           | Año     |
| ---------------- | --------------- | -------------- | ------- |
| Copa Colombia    | Santa Fe        | Colombia       | 1989    |
| Bundesliga       | Bayern Múnich   | Alemania       | 1993-94 |
| Primera división | América de Cali | Colombia       | 1996-97 |
| Conferencia Este | MetroStars      | Estados Unidos | 2000    |

## Vida personal
El Tren Valencia es Diabético, Tiene un hijo futbolista  José Adolfo Valencia, quien actualmente juega para Patronato de Argentina.